# Billy Gould
Billy Gould, właśc. William David Gould (ur. 24 kwietnia 1963 w Los Angeles) – amerykański muzyk i producent muzyczny. Najbardziej znany z gry na gitarze basowej w zespole Faith No More.

## Życiorys

### Faith No More
Gould rozpoczął grę na gitarze basowej kiedy uczył się w Loyola High School w Los Angeles z przyszłym klawiszowcem Faith no More Roddym Bottumem. Jego pierwszym zespołem był "The Animated". W zespole występował również przyszyły wokalista Faith no More Chuck Mosley jako klawiszowiec, oraz Mark Stewart. Na początku lat 80. studiował San Francisco oraz grał w kilku zespołach. Wtedy również spotkał perkusistę Mike’a Bordina i gitarzystę Jima Martina. Krótko później Gould razem z Bordinem oraz Wade’em Worthingtonem (wkrótce zastąpiony przez Bottuma) i wokalistą Mikiem 'The Man' Morrisem założył zespół nazwany Faith No Man, który po odejściu Morrisa zmienił nazwę na Faith No More.
W latach 90. Gould rozpoczął pracę jako producent muzycznym i w 1997 został współproducentem ostatniego albumu studyjnego Faith no More Album of the Year. Następnie został dyrektorem generalnym Koolarrow Records i występował jako producent lub muzyk sesyjny.
W lutym 2009, poinformowano o powrocie Faith No More na trasę koncertową. Prawdopodobne jest również nagranie płyty.

### Inne zespoły
W latach 90. Gould grał w meksykańskim grindcore'owym zespole Brujeria. Był również członkiem kilku supergrup. Grał również z zespołem Fear Factory. W 2007 dołączył do zespołu Fear and the Nervous System, założonego przez gitarzystę zespołu Korn – Jamesa "Munky’ego" Shaffera. W zespole również występuje perkusista Bad Religion, Brooks Wackerman. W 2011 wydał eksperymentalny album "The Talking Book".

## Dyskografia

### Jako członek zespołu

#### Faith No Man
- 1982: "Quiet in Heaven/Song of Liberty"

#### Faith No More
- 1985: We Care a Lot
- 1987: Introduce Yourself
- 1989: The Real Thing
- 1992: Angel Dust
- 1995: King for a Day... Fool for a Lifetime
- 1997: Album of the Year
- 2015: Sol Invictus

#### Brujeria
- 1993: Matando Güeros
- 1995: Raza Odiada
- 2000: Brujerizmo

#### Fear And The Nervous System
- 2011: Fear And The Nervous System

#### Jello Biafra and the Guantanamo School of Medicine
- 2009: Audacity of Hype
- 2011: Enhanced Methods of Questioning (EP)

#### Harmful
- 2007: Seven

### Jako muzyk sesyjny
- 2005: Fear Factory – Transgression, "Echo of my Scream", "Supernova"
- 2006: Coma – Nerostitele, "Mai Presus De Cuvinte"
- 2006: Jeff Walker und Die Fluffers – Welcome to Carcass Cuntry

### Jako producent
- 1997 Naive – Post Alcoholic Anxieties[2]
- 1998 CMX – Vainajala
- 2001 The Beatsteaks —"Living Targets"
- 2001 Kultur Shock —"FUCC the INS"
- 2009 Elvis Jackson – Against the Gravity